# Вяльбе, Елена Валерьевна
Еле́на Вале́рьевна Вя́льбе (в девичестве — Труби́цына; род. 20 апреля 1968, Магадан) — советская и российская лыжница, общественно-политический деятель, тренер. Президент Федерации лыжных гонок России (17 июня 2010 — н. в.), глава Ассоциации лыжных видов спорта России (январь 2020 — н. в.). Кандидат педагогических наук.

## Карьера
Начала заниматься лыжным спортом с 8 лет в ДЮСШ-2 Магадана. Первые тренеры — Г. Попков и Виктор Ткаченко. В 11 лет стала членом сборной команды Магаданского региона по лыжным гонкам. В 14 лет получила звание мастера спорта СССР. В 1986 году на дебютном чемпионате мира среди юниоров в американском Лейк-Плэсиде в 17 лет завоевала награды во всех гонках (два серебра — в эстафете и классической гонке на 5 км, бронзу в гонке свободным стилем 15 км). В 1987 году вновь завоевала награды во всех гонках на чемпионате мира среди юниоров в итальянском Азиаго. Выиграла золото в индивидуальной гонке на 15 км коньком и в составе эстафеты, а также серебро в гонке на 5 км классикой. С 1987 года стала выступать под фамилией Вяльбе, выйдя замуж за лыжника из Эстонской ССР Урмаса Вяльбе.
На взрослом Кубке мира дебютировала в сезоне 1986/87 на этапе в финском Лахти. В первых стартах завоевала очки Кубка мира, показав результаты первой мировой десятки — в индивидуальных гонках на этапах в Лахти и Фалуне заняла 8-е и 5-е места соответственно. Дебютный сезон закончила на 23-м месте в общем зачёте. В том же сезоне выиграла свою первую гонку на Кубке мира в составе советской эстафетной команды. 1 марта 1987 года квартет в составе Антонины Ординой, Ларисы Лазутиной, Елены Вяльбе и Анфисы Резцовой первенствовал в эстафетной гонке на этапе Кубка мира в Лахти.
Сезон 1987/88 пропустила из-за рождения сына Франса и не смогла участвовать в Олимпийских играх в Калгари, где советские лыжницы выиграли три золотые медали в четырёх гонках.
В сезоне 1988/89 20-летняя Вяльбе выиграла пять этапов на Кубке мира и ещё дважды стала третьей и впервые завоевала Большой хрустальный глобус. Первую в карьере индивидуальную гонку на Кубке мира выиграла в швейцарском местечке Кампра 14 декабря 1988 года (гонка на 15 км свободным стилем). Побеждала по ходу сезона и в спринтерских и в стайерских гонках. Одинаково хорошо владела как «коньком» так и классическим стилем. Дебютировала на чемпионате мира в финском Лахти, где стала двукратной чемпионкой, выиграв гонки на 10 км и 30 км свободным стилем. В эстафете с командой выиграла серебро (вместе со Сметаниной, Шамшуриной и Тихоновой).
На Кубке мира 1989/90 выиграла два индивидуальных старта (была также один раз второй и два раза третьей). В общей классификации заняла второе место вслед за другой советской лыжницей Ларисой Лазутиной.
В сезоне 1990/91 выиграла второй в карьере Большой хрустальный глобус, выиграв шесть индивидуальных гонок. Отрыв от итальянки Стефании Бельмондо, занявшей второе место, составил почти 100 очков. На чемпионате мира 1991 выиграла три золотые медали (победила в эстафете и в индивидуальных гонках на 15 км классикой и 10 км свободным стилем) и одну серебряную медаль, уступив на 30 км коньком только соотечественнице Любови Егоровой.

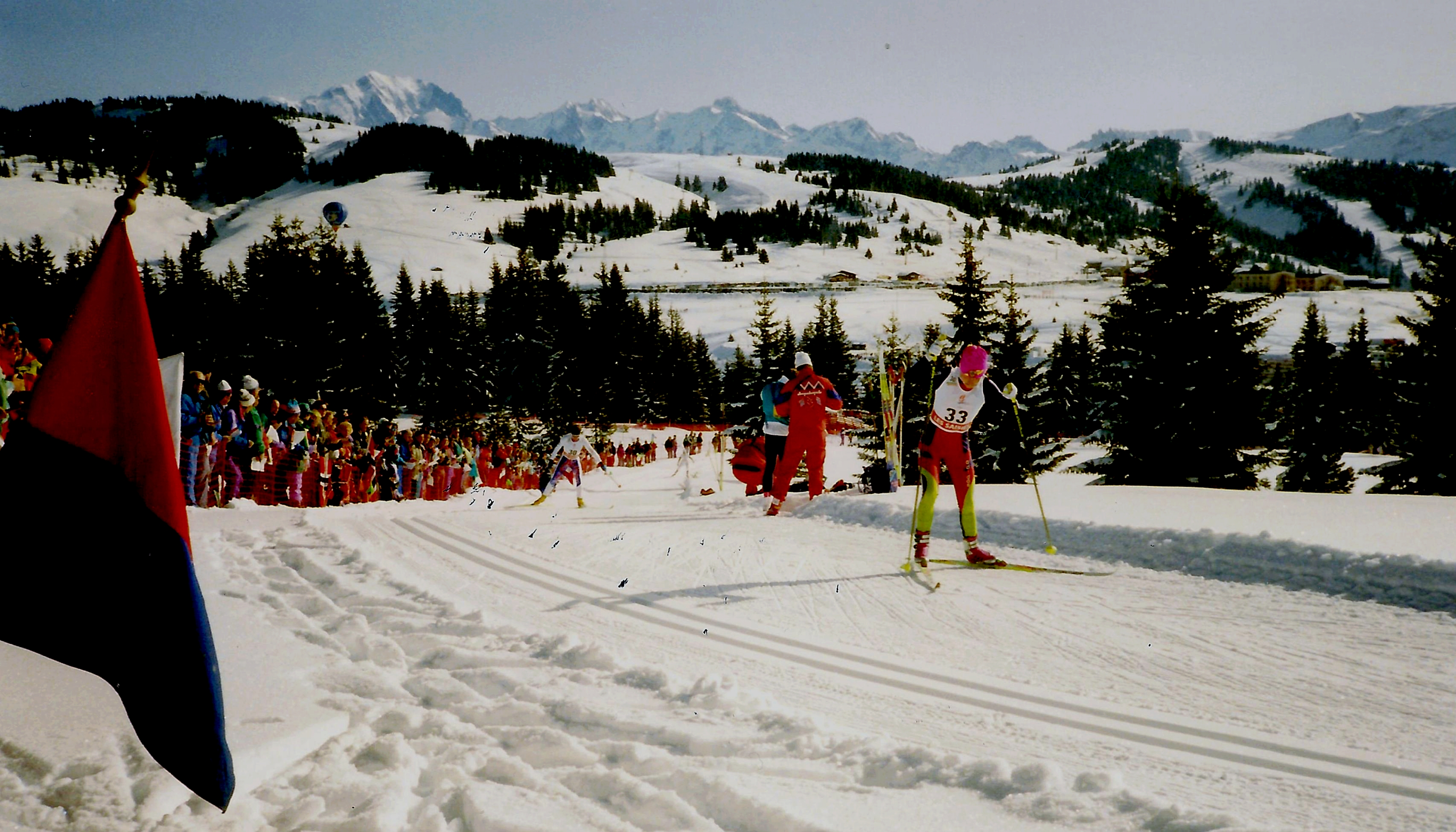
Елена Вяльбе на дистанции 30 км на Олимпийских играх в Альбервиле, 21 февраля 1992 года

В сезоне 1991/92 четыре раза первенствовала в личных кубковых стартах и в третий раз завоевала Кубок мира. Впервые участвовала в Олимпийских играх в Альбервиле, где стала чемпионкой в эстафете (вместе со Сметаниной, Лазутиной и Егоровой), а в личных гонках завоевала четыре бронзовых награды.
В сезоне 1992/93 уступила первенство в общем зачёте Егоровой. На этапах Кубка мира они практически вдвоём поделили победы и пьедесталы. Индивидуальные позиции на пьедестале (золото-серебро-бронза) в течение сезона у Вяльбе: 2-4-1 против результата Егоровой: 4-2-1. На чемпионате мира в шведском Фалуне Вяльбе выиграла два золота — в личной гонке на 15 км «классикой» и в эстафете.
В сезоне 1993/94 испытывала серьёзное давление со стороны Егоровой и итальянских лыжниц Стефании Бельмондо и Мануэлы Ди Ченты. В начале сезона выиграла две индивидуальные гонки, но из-за болезни на Олимпиаде в норвежском Лиллехаммере завоевала только одну медаль — золото в составе эстафетной четвёрки (с Лазутиной, Гаврылюк и Егоровой). Как и двумя годами ранее в Альбервилле, Елена Вяльбе стартовала в эстафете на первом этапе классикой. В итоговом зачёте Кубка мира заняла третье место, пропустив итальянку Ди Ченту и Егорову.
Почти год тренировалась под руководством Николая Зимятова, но в преддверии нового сезона вернулась в сборную к Александру Грушину. На Кубке мира 1994/95 с рекордным преимуществом выиграла в общем зачёте. 14 раз побеждала на этапах Кубка мира (пять раз в составе эстафеты). Один раз на этапах Кубка мира её смогла обойти соотечественница Нина Гаврылюк. Лишь в одной кубковой гонке победили не россиянки (гонку на 10 км классикой на этапе в Лахти выиграла норвежка Нюбротен).
На чемпионате мира в канадском Тандер-Бее Вяльбе стала двукратной чемпионкой, выиграв в составе эстафеты и индивидуальную гонку на 30 км свободным стилем. Выиграла также серебро на 15 км «классикой». Сезон 1994/1995 годов стал «золотым» для всей команды российских лыжниц. Первые пять мест в зачёте Кубка мира заняли россиянки (Вяльбе, Гаврылюк, Лазутина, Данилова, Завьялова). На чемпионате мира в Тандер-Бее все золотые награды в женских лыжных гонках также завоевали россиянки.
Сезон 1995/96 также провела на высоком уровне. Выиграла четыре индивидуальных гонки и трижды победила в эстафетах на этапах Кубка мира. Ди Чента сильно провела вторую половину сезона и завоевала второй в карьере Большой хрустальный глобус. Вяльбе заняла второе место.
На чемпионате мира 1997 в норвежском Тронхейме установила рекорд — победила во всех пяти гонках, став по сумме всех стартов на чемпионатах мира 14-кратной чемпионкой. В спринтерской классической гонке на 5 км Вяльбе показала второй результат, а первенствовала Любовь Егорова. Через три дня Егорова была уличена в применении допинга и дисквалифицирована, и золотая медаль перешла к Вяльбе.
Особенно острой по накалу борьбы на этом чемпионате стала гонка преследования на 10 км свободным стилем (гонка вошла в состав комбинированной гонки: 5 км (классический) + 10 км (коньковый)), где только фотофиниш определил победу Вяльбе в борьбе с итальянкой Бельмондо. Также Вяльбе в пятый раз на международных соревнованиях сумела выиграть самую трудную гонку в женских лыжах — марафон 30 км (в Тронхейме он проводился классическим стилем).
Олимпийский чемпион и четырёхкратный чемпион мира финский гонщик Мика Мюллюля считал Елену Вяльбе величайшей лыжницей всех времён и народов.
На этапах Кубка мира Елена Вяльбе во всех личных гонках выиграла пьедесталы (трижды была первой, пять раз второй и дважды третьей), а в эстафетах российская команда с её участием одержала четыре победы и заняла одно второе место. В общем зачёте Вяльбе в рекордный пятый раз завоевала Кубок мира. Также с сезона 1996/1997 годов у женщин стали разыгрываться отдельные награды в зачётах спринтов и дистанционных видах. В дистанционных видах Вяльбе выиграла Малый Хрустальный глобус, а в спринте была второй вслед за Бельмондо.
Вяльбе ответственно готовилась к стартам Олимпиады в Нагано в 1998 году, но ей помешала простуда, случившаяся накануне главного старта. Кроме этого её организм был истощён после нескольких лет гегемонии в мировом спорте и сезона 1997 года, и нуждался в особом тренировочном подходе и в индивидуальной подводке, чего не произошло.
На Кубке мира 1997/98 победила на двух этапах (в том числе в составе эстафеты). Последнюю и рекордную на тот момент 45-ю победу на этапах Кубка мира одержала 20 декабря 1997 года в швейцарском Давосе в гонке на 15 км классическим стилем. На Олимпийских играх в Нагано завоевала своё третье олимпийское золото в карьере вновь в составе эстафеты (вместе с Гаврылюк, Даниловой и Лазутиной). Сразу после Олимпиады в 30 лет завершила карьеру.

### Федерация лыжных гонок России
В 2004 году баллотировалась на пост президента Федерации лыжных гонок России, однако уступила по количеству голосов вице-президенту ОКР Владимиру Логинову (во втором туре голосования за Логинова проголосовало 65 делегатов, за Вяльбе — 39). Сразу же после подведения результатов голосования приняла предложение Владимира Логинова стать первым вице-президентом ФЛГР и одновременно — главным тренером сборных команд России. Однако в 2006 году Вяльбе, разочарованная, покинула ФЛГР.
17 июня 2010 года Вяльбе избрана президентом ФЛГР. На отчётно-выборной Конференции получила больше всех голосов — 77. Два основных конкурента Вяльбе на этих выборах — олимпийский чемпион Солт-Лейк-Сити Михаил Иванов и первый вице-президент Олимпийского комитета России Игорь Казиков — сняли свои кандидатуры, прислушавшись к просьбе-рекомендации ОКР и Министерства спорта отложить выборы президента ФЛГР на два-три месяца. ОКР и Министерство спорта аргументировали свою просьбу необходимостью разобраться с рекомендациями Международной лыжной федерации относительно смены руководства ФЛГР после многочисленных случаев использования допинга в сборной команде России в сезоне 2008—2009 гг. Тем не менее конференция ФЛГР не стала прислушиваться к просьбе-рекомендации этих организаций, и Вяльбе была избрана президентом ФЛГР большинством голосов.
В мае 2014 года переизбрана президентом ФЛГР на второй срок на безальтернативной основе, 25 мая 2018 года — на третий срок также на безальтернативной основе.

### Ассоциация лыжных видов спорта России
В январе 2020 года назначена главой Ассоциации лыжных видов спорта России (неправительственная, общероссийская организация, представляющая Россию в Международной федерации лыжного спорта) вместо Андрея Бокарева, руководившего с июля 2010 года. Также продолжает работать президентом ФЛГР и главным тренером сборной России.

### Международная федерация лыжного спорта
В июне 2021 была избрана в совет Международной федерации лыжного спорта. В состав совета попали 16 человек. Вяльбе во время голосовании заняла 16-е место из 19 кандидатов.
Она стала первой женщиной за всю историю Международной федерации лыжного спорта, которую утвердили в Совет по результатам голосования делегатов.

## Общественно-политическая деятельность
- С 2001 года была советником губернатора Московской области по организационным вопросам. В правительстве занималась вопросами поддержки и развития детского спорта, борьбы против использования в спорте допингов, пропаганды здорового образа жизни (2001).
- Президент Московского областного клуба «Деловая женщина Подмосковья»[13] (2001).
- Член политического совета партии «Единая Россия» в Государственной думе РФ от областного отделения.
- Председатель попечительского совета женского хоккейного клуба «Торнадо» (Московская область).
- С 2017 года была внештатным советником главы Республики Хакасия Виктора Зимина.
- В 2021 году участвовала в выборах в Государственную думу VIII созыва по партийному списку. Победитель предварительного голосования партии «Единая Россия» и лидер территориальной группы № 29 «Единой России», которая включала Владимирскую и Ивановскую области. Выиграв выборы отказалась от депутатства, а её мандат передан ЦИК России Алексею Говырину.
- В 2022 году поддержала нападение России на Украину, заявила что «мы не воюем с Украиной и на нее никто не нападал»[14][15].
- В 2023 году вошла в «Команду Путина», члены которой поддержали выдвижение Владимира Путина на выборы президента РФ 2024 года[16].
- В 2024 году, комментируя отстранение на следующий сезон Международной федерации лыжного спорта, сказала: -«Мне кажется, если б мы какую-нить серьезную бомбу кинули в центр Лондона — уже бы все закончилось и нас бы уже везде пустили»[17].

## Семья
Была замужем за эстонским лыжником Урмасом Вяльбе, участником Олимпийских игр 1992 и 1994 годов. Имеет сына Франца Вяльбе (род. 1987) и дочерей Полину (род. 2002) и Варвару (род. 20 января 2014). Муж Максим работает менеджером, занимается собственным бизнесом. Елена Вяльбе с разрешения семьи Урмаса Вяльбе оставила фамилию бывшего мужа.

## Санкции
21 февраля 2025 года, из-за российского вторжения в Украину, Вяльбе была включена в санкционный список Канады против лиц оказывающих содействие российскому вторжению.

## Рекорды и достижения
- пятикратная победительница общего зачёта Кубка мира (рекорд): сезоны 1988/1989, 1990/1991, 1991/1992, 1994/1995, 1996/1997 годов;
- четырнадцатикратная чемпионка мира (только через 20 лет в 2017 году этот рекорд был побит Марит Бьёрген);
- абсолютная чемпионка мира 1997 года в Тронхейме (рекорд) — выиграла пять золотых медалей из пяти разыгранных;
- свой первый взрослый Кубок мира Вяльбе выиграла в юниорском возрасте в 1989 году (рекорд), на тот момент ей было 20 лет 10 месяцев;
- в сезоне 1994/1995 годов выиграла девять индивидуальных гонок на Кубке мира (в сезоне 2002/2003 годов этот рекорд побит Бенте Скари);
- 45 индивидуальных побед за карьеру на этапах Кубка мира (в 2011 году это рекордное достижение превзошла Марит Бьёрген);
- трёхкратная олимпийская чемпионка (все золотые медали — в составе эстафетных четвёрок на Олимпиадах 1992, 1994, 1998 годов);
- на Олимпиаде в Альбервиле в 1992 году выиграла медали разного достоинства во всех гонках (это достижение повторили также российские лыжницы Любовь Егорова и Лариса Лазутина);
- многократная чемпионка СССР и России;
- на всех мировых чемпионатах и Олимпиадах, где выступала Вяльбе, она выигрывала хотя бы один чемпионский титул;
- в 1998 году имя Елены Вяльбе вместе с Раисой Сметаниной вписано в Книгу рекордов Гиннесса как лыжниц, выигравших наибольшее количество медалей на Олимпиадах и чемпионатах мира[23];
- девять лет подряд в 1989—1997 годах неизменно находилась в лидирующей тройке итогового зачёта Кубка мира; обладательница многочисленных рекордов в лыжном спорте этого периода; во всех сезонах этого периода выигрывала личные гонки и по совокупности результатов была сильнейшей лыжницей мира.

## Результаты на крупнейших соревнованиях

### Чемпионаты мира по лыжным видам спорта
23 старта — 17 медалей (14 золотых и 3 серебряные)
| Чемпионат мира      | Сборная | 5 км | 10 км | 10 км | 15 км | 30 км | Эстафета |
| ------------------- | ------- | ---- | ----- | ----- | ----- | ----- | -------- |
| 1989 Лахти          | СССР    | н/д  | 6     | 1     | —     | 1     | 2        |
| 1991 Валь-ди-Фьемме | СССР    | —    | н/д   | 1     | 1     | 2     | 1        |
| 1993 Фалун          | Россия  | 4    | н/д   | 6     | 1     | 19    | 1        |
| 1995 Тандер-Бэй     | Россия  | 4    | н/д   | 12    | 2     | 1     | 1        |
| 1997 Тронхейм       | Россия  | 1    | н/д   | 1     | 1     | 1     | 1        |

### Победные Кубки мира (5)
| Место | Спортсмен             | Очки |
| ----- | --------------------- | ---- |
| 1     | Елена Вяльбе          | 167  |
| 2     | Альжбета Гавранчикова | 105  |
| 3     | Тамара Тихонова       | 93   |
| 4     | Мануэла Ди Чента      | 91   |
| 5     | Лариса Лазутина       | 89   |

| Место | Спортсмен          | Очки |
| ----- | ------------------ | ---- |
| 1     | Елена Вяльбе       | 220  |
| 2     | Стефания Бельмондо | 128  |
| 3     | Любовь Егорова     | 126  |
| 4     | Мари-Хелен Эстлунд | 112  |
| 5     | Мануэла Ди Чента   | 106  |

| Место | Спортсмен          | Очки |
| ----- | ------------------ | ---- |
| 1     | Елена Вяльбе       | 169  |
| 2     | Стефания Бельмондо | 156  |
| 3     | Любовь Егорова     | 152  |
| 4     | Марьют Ролиг       | 122  |
| 5     | Элин Нильсен       | 98   |

|
Сезон 1994/1995
| Место | Спортсмен       | Очки |
| ----- | --------------- | ---- |
| 1     | Елена Вяльбе    | 1060 |
| 2     | Нина Гаврылюк   | 840  |
| 3     | Лариса Лазутина | 785  |
| 4     | Ольга Данилова  | 547  |
| 5     | Ольга Завьялова | 395  |

|
Сезон 1996/1997
| Место | Спортсмен           | Очки |
| ----- | ------------------- | ---- |
| 1     | Елена Вяльбе        | 940  |
| 2     | Стефания Бельмондо  | 909  |
| 3     | Катержина Нойманова | 525  |
| 4     | Нина Гаврылюк       | 518  |
| 5     | Ольга Данилова      | 414  |

### Результаты на Кубке мира
| Сезон   | Генеральный зачёт | Генеральный зачёт | Дистанционные виды | Дистанционные виды | Спринт | Спринт |
| Сезон   | Очки              | Место             | Очки               | Место              | Очки   | Место  |
| ------- | ----------------- | ----------------- | ------------------ | ------------------ | ------ | ------ |
| 1986/87 | 19                | 23.               | -                  | -                  | -      | -      |
| 1987/88 | -                 | -                 | -                  | -                  | -      | -      |
| 1988/89 | 167               | 1.                | -                  | -                  | -      | -      |
| 1989/90 | 137               | 2.                | -                  | -                  | -      | -      |
| 1990/91 | 220               | 1.                | -                  | -                  | -      | -      |
| 1991/92 | 169               | 1.                | -                  | -                  | -      | -      |
| 1992/93 | 710               | 2.                | -                  | -                  | -      | -      |
| 1993/94 | 570               | 3.                | -                  | -                  | -      | -      |
| 1994/95 | 1060              | 1.                | -                  | -                  | -      | -      |
| 1995/96 | 945               | 2.                | -                  | -                  | -      | -      |
| 1996/97 | 940               | 1.                | 340                | 1.                 | 472    | 2.     |
| 1997/98 | 246               | 12.               | 136                | 5.                 | 110    | 18.    |

## Награды, звания, премии

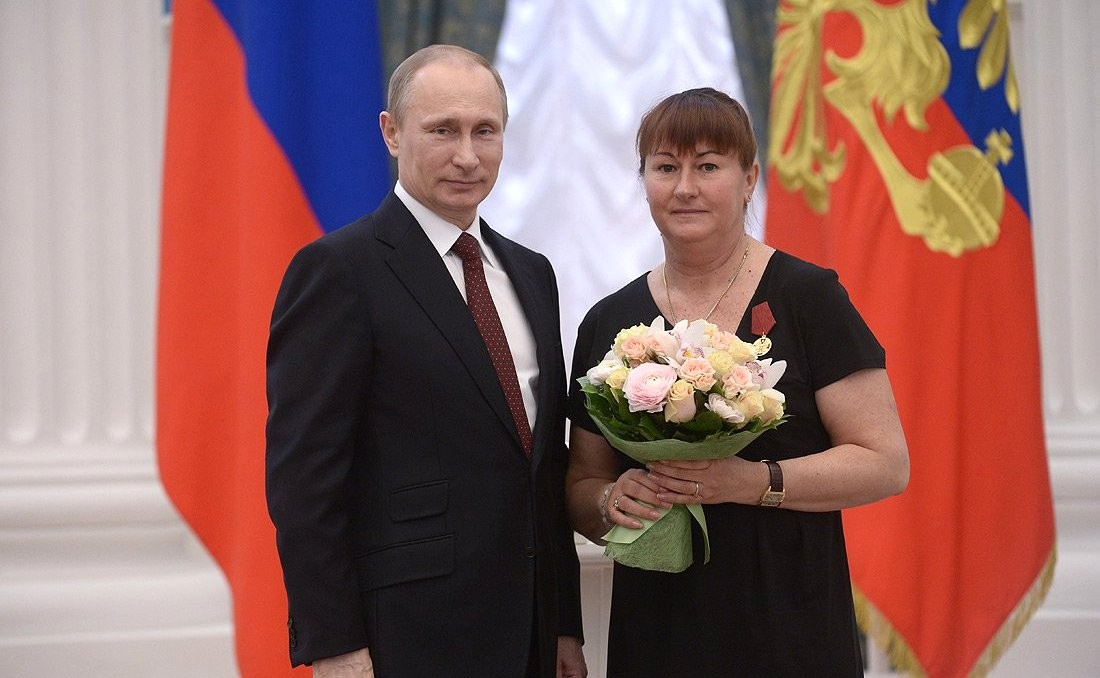
Награждение медалью ордена
«За заслуги перед Отечеством» I степени.
Москва, Кремль, 24 марта 2014 года

- Звание «Почётный гражданин города Магадана» (17 мая 1989 года)[24]
- Заслуженный мастер спорта СССР (1989)
- Заслуженный мастер спорта России (1992)
- Медаль Хольменколлена (1992)
- Орден Дружбы народов (22 апреля 1994) — «за высокие спортивные достижения на XVII зимних Олимпийских играх 1994 года»[25]
- Орден «За заслуги перед Отечеством» III степени (16 апреля 1997) — «за заслуги перед государством и выдающиеся спортивные достижения»[26]
- Почётный знак «За заслуги в развитии физической культуры и спорта» (1997)
- Благодарность Президента Российской Федерации (27 февраля 1998 года) — за высокие спортивные достижения на XVIII зимних Олимпийских играх 1998 года[27]
- Заслуженный тренер России (2005)
- Медаль ордена «За заслуги перед Отечеством» I степени (24 марта 2014)
- Орден «За заслуги перед Хакасией» (25 июля 2017)[28]
- Орден Дружбы «Дуслык» Республики Татарстан (21 апреля 2018)[29]
- Орден Почёта (29 июня 2018) — «за успешную подготовку спортсменов, добившихся высоких спортивных достижений на XXIII Олимпийских зимних играх 2018 года в городе Пхёнчхане (Республика Корея)»[30]
- Орден «За заслуги перед Отечеством» II степени (28 ноября 2022) — «за большой вклад в развитие физической культуры и популяризацию отечественного спорта»[31]

Имеет воинское звание подполковник запаса (2016). Спортивная школа по лыжным гонкам в Магадане с 2002 года носит имя Елены Вяльбе.

## Кинематограф
- Художественный фильм «Белый снег» (Россия, 2021) — биографический фильм о спортивной карьере Елены Вяльбе (в главной роли — Ольга Лерман).